# زمین سنج فاستیگاتا
زمین سنج فاستیگاتا (نام علمی: Zythos fastigata) نام یک گونه از سرده زمین‌سنج‌های زیتوس است. این گونه در سولاوسی یافت می‌شود.